# Indiaansche Brigade

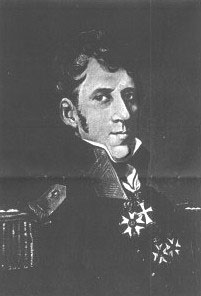
De brigade stond onder commando van luitenant-generaal Carl Heinrich Wilhelm Anthing

De Indiaansche Brigade, ook wel Indische Brigade genoemd, was een Nederlandse legereenheid bestaande uit diverse infanteriebataljons en -regimenten oorspronkelijk bedoeld om als garnizoenstroepen te dienen in Nederlands-Indië of de Nederlandse koloniale bezittingen in West-Indië, dat wil zeggen Suriname en de Antillen.
Na terugkeer van keizer Napoleon uit ballingschap op  Elba in februari 1815, mobiliseerde het Nederlandse leger de dertig best uitgeruste eenheden om deel uit te maken van het veldleger. Daar werden ook onderstaande koloniale bataljons en regimenten aan toegevoegd. Het vertrek naar de koloniën werd tijdelijk uitgesteld. Om de eenheden compleet te maken binnen brigadeverband, werd er ook artillerie aan toegevoegd. De brigade stond onder commando van luitenant-generaal Carl Heinrich Wilhelm Anthing en maakte, samen met de 1e Divisie onder het commando van luitenant-generaal John Andrew Stedman, deel uit van het 2e Nederlandse Legerkorps, onder commando van Prins Frederik. Het geheel was onderdeel van het 2e Legerkorps van het Brits-geallieerde leger, onder bevel van de Britse generaal Rowland Hill. Aan de vooravond van de opening van de vijandelijkheden op 15 juni 1815 telde de Indische Brigade 3.306 officieren en manschappen, exclusief de aantallen voor de artillerie en de bagagetrein.
Tijdens de slag bij Waterloo op 18 juni 1815 bevonden de troepen van het 2e Nederlandse Legerkorps zich in een positie ten zuiden van de stad Halle, versterkt met Britse en Hannoveraanse eenheden, om een westelijke omvatting door Franse troepen te voorkomen. De troepen onder het commando van prins Frederik raakten deze dag niet in gevecht. Pas de volgende dag op 19 juni vernamen zij dat Napoleon verslagen was te Waterloo.

## Belegeringen in Noord-Frankrijk
Na de slag bij Waterloo rukte het Brits-geallieerde leger van de Hertog van Wellington op naar Parijs. Het 2e Nederlandse Legerkorps onder commando van prins Frederik werd door de hertog aangewezen om de communicatielijnen en bevoorrading te garanderen, door diverse Franse vestingen te belegeren en/of te observeren. De Franse vestingstad Le Quesnoy werd succesvol belegerd, ingenomen en bezet. De nabij gelegen vestingen Valenciennes en Condé konden door gebrek aan mankracht en belegeringsgeschut alleen geobserveerd worden. Tevens bezetten onderdelen van de Nederlandse troepen de stad Bavay en werd ook de dichtbijgelegen vesting Bouchain geobserveerd.
De Indische Brigade werd uiteindelijk nog gedurende de 1815-campagne teruggeroepen op 16 augustus 1815, zodat de eenheden toch nog naar de koloniën konden worden gestuurd. Als vervanging werd een brigade infanterie samengesteld uit infanterie bataljons van het Reserve Leger. Dit waren de liniebataljons nrs. 8, 9, 14 en 15, alsmede de Nationale Militie bataljons nrs. 13 en 16, alle afkomstig uit de vestingen Bergen en Doornik. Deze 3e brigade werd toegevoegd aan de 1e Divisie van generaal Stedman, en stond korte tijd onder commando van luitenant-kolonel de Fauvage, vervolgens generaal-majoor Johan Martin Behr, om uiteindelijk in november 1815 wederom onder De Fauvage te staan.
Generaal-majoor Busman kreeg na het vertrek uit Frankrijk van de Indiaansche Brigade een nieuwe brigade-commando in het Nederlandse Reserve Leger, en zijn bevel over het 5e Regiment Infanterie werd overgenomen door de 2e kolonel Schenck.

## Eenheden
- Regiment Oost-Indische Infanterie No. 5 onder generaal-majoor G.M. Busman, bestaande uit het 1e Bataljon van Linie onder luitenant-kolonel Benjamin Bischoff en het 2e Bataljon van linie onder luitenant-kolonel Friedrich Stoecker
- Bataljon West-Indische jagers No. 10 onder kolonel H.W. Rancke
- Bataljon West-Indische jagers No. 11 onder luitenant-kolonel Frederik Knotzer
- Bataljon samengestelde Flankeurs onder kolonel 2e klasse Willem Schenck
- Batterij Artillerie te Voet onder kapitein Carel Jan Riesz Geschut: 6 x 6 ponders + 2 x 24 ponders houwitsers
- Trein met bagage, eveneens onder commando van kapitein Riesz